# Downhill from Here
Downhill from Here ist ein Musikalbum von Gilad Hekselman. Die am 21. Dezember 2023 im Studio Samurai Hotel, Queens, entstandenen Aufnahmen erschienen als Download am 17. Januar 2025. In einer limitierter Auflage von 300 Exemplaren wurde das Album als Langspielplatte am 23. Mai 2025 auf dem Label Diggers Factory veröffentlicht.

## Hintergrund
Gitarrist Gilad Hekselman nahm das Album mit dem Bassisten Larry Grenadier und dem Schlagzeuger Marcus Gilmore auf. Es enthält sechs seiner eigenen und zwei weitere Kompositionen; Alfie stammt von Burt Bacharach, Like a Wildflower vom israelischen Komponisten Nachum Heiman.

## Titelliste
- Gilad Hekselman: Downhill from Here[1]

1. Downhill from Here 5:53
2. Navanad 7:14
3. Be Brave 5:55
4. Alfie (Burt Bacharach) 3:51
5. Wise Man 5:29
6. Seeing You 6:36
7. Scoville 5:38
8. Like a Wildflower (Nachum Heiman) 3:30

Wenn nicht anders vermerkt, stammen die Kompositionen von Gilad Hekselman.

## Rezeption

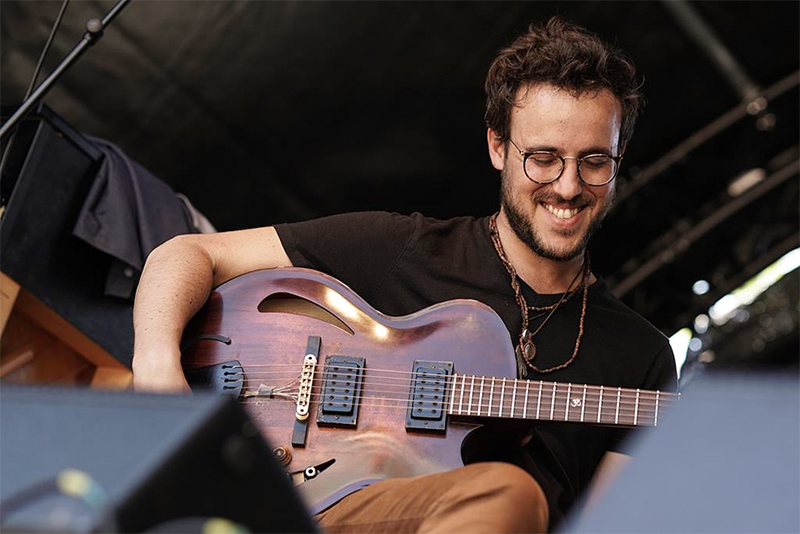
Gilad Hekselman auf dem Aarhus Jazz Festival 2018

Der Gitarrist und Komponist sei in seinem Element, wenn er in einem intimen Trio spiele – man höre sich etwa das Gitarre-Saxophon-Schlagzeug-Trio an, in dem er selbst und Brad Mehldaus langjähriger musikalischer Partner Larry Grenadier gemeinsam mit dem eindrucksvollen Schlagzeuger Marcus Gilmore eine farbenfrohe harmonische Palette erklingen lasse, meinte Selwyn Harris in Jazzwise. Hekselmans prägnante, mühelos lyrische Phrasierung sei dem elektrischen und akustischen Rock der Singer-Songwriter der 1970er-Jahre ebenso verpflichtet wie der klassischen Jazz-Tradition. Er würde in seinen Kompositionen nicht die einprägsame, liedhafte Melodie vergessen. Der eröffnende Titeltrack habe einen Touch des Psych-Rock der 1970er-Jahre, und als direkte Hommage an eine seiner Inspirationen sei er auf Scoville sowohl knackig als auch bluesig-funkig. Aber es gebe auch eine dezent verträumte Version der Bacharach-Ballade Alfie und ein originelles Seeing You, das er unter ständigem Feuer halte. Hekselman würde bei den aktuellen Jazz-Trendsettern vielleicht einige Felder offenlassen, dennoch sei er wohl einer der geistreichsten und zugänglichsten zeitgenössischen Jazzgitarristen überhaupt, was er auch auf dieser unterhaltsam ausdrucksstarken neuen Platte unter Beweis stelle.
Nach Ansicht von Phil Freeman (Ugly Beauty/Stereogum) ist die Musik auf Downhill from Here eher konventionelle „Jazzgitarre“, aber mit gelegentlichen spitzen Ausbrüchen. So würde Be Brave mit einer sanft gezupften Melodie beginnen, während Grenadier und Gilmore ein überraschend aktives Rhythmusbett schaffen; tatsächlich stehe der Bassist zu Beginn größtenteils im Rampenlicht. Doch schließlich trete Hekselman vor und gehe voran, angetrieben von zuckenden, rasselnden Trommeln.